# Яйлю

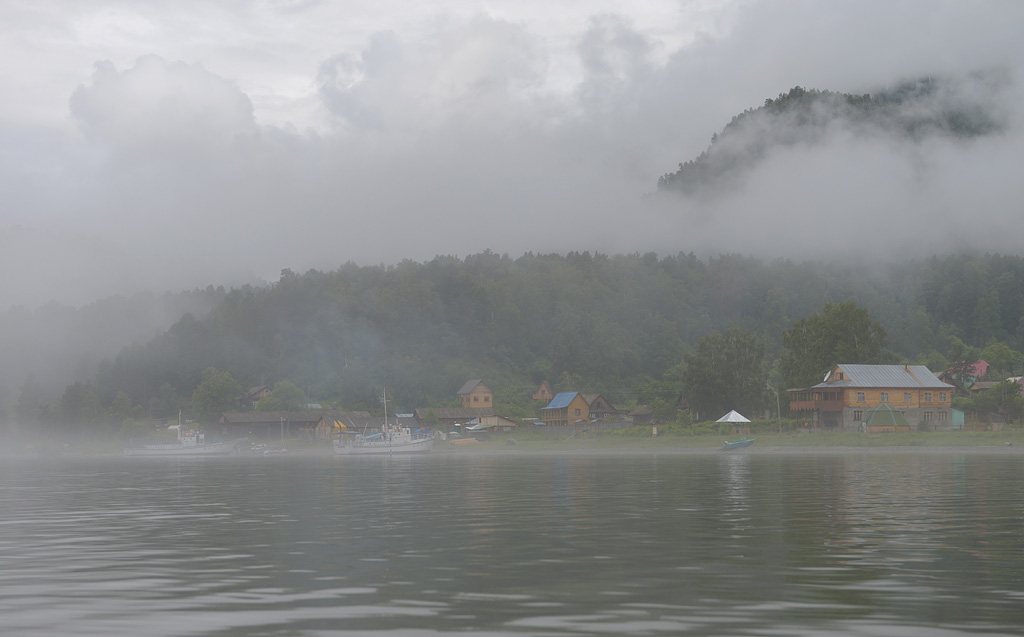
Вид на Яйлю с воды Телецкого озера

Я́йлю  (Яйлю́) (алт. Jайлу — летник) — село в Турочакском районе Республики Алтай России. Входит в состав Артыбашского сельского поселения. Центральная усадьба Алтайского государственного природного биосферного заповедника.

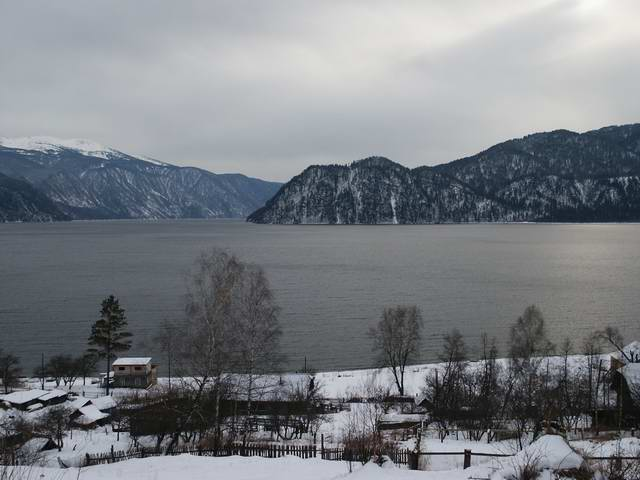
Телецкое озеро с террасы Яйлю зимой

## География и климат
Расположено на правом берегу срединной части Телецкого озера, на Яйлинской террасе в устье реки Иланда. Фёны («верховки»), дующие из долины Чулышмана, повышают среднегодовую температуру воздуха до умеренно комфортного значения +3,6 °C. Фёны дуют здесь в среднем 132 дня в году (Севастьянова, 1991 г.) Тем не менее, на этом T-образном изгибе озера тёплые верховые ветра часто чередуются с холодными низовыми, дующими со стороны долины Бии (от Артыбаша). Летом поэтому здесь влажно и прохладно (средняя температура июля +16,6 °C). Среднегодовое количество осадков достигает 840 мм. Максимум в 1115 мм зафиксирован в 1961 г. Но и зимой морозы весьма умеренны (средняя температура января -9,2 °C). Сильные морозы редки. Абсолютный минимум составляет -32 °C. Ледостав у посёлка наступает в среднем 20 января.
Ветровой режим
В посёлке имеется своя метеостанция. Восточные ветры преобладают в 25% случаев, с юго-востока — в 10%, с севера — в 18, с северо-запада — в 25%. Штиль наблюдается в 32% случаев.

## Флора и фауна
В 1937 году садовод Д. С. Рачкин создал здесь первый в Сибири очаг произрастания крупноплодной яблони в открытой форме.

## Население
| 2010 | 2011 | 2012 | 2013 | 2014 | 2015 | 2016 |
| ---- | ---- | ---- | ---- | ---- | ---- | ---- |
| 187  | ↗188 | ↘184 | ↗190 | ↗191 | ↘187 | ↘183 |

Национальный состав
По переписи 2002 года национальный состав был следующим: русские (87%) и алтайцы (13%).

## Инфраструктура
Первая в России дизельно-солнечная электростанция запущена в Яйлю в марте 2013 года. В селе расположена основная общеобразовательная школа.